# Cathédrale d'Iglesias
La cathédrale d'Iglesias est une église catholique romaine d'Iglesias, dans la province du Sud-Sardaigne, en Italie. Il s'agit de la cathédrale du diocèse d'Iglesias.